# Georges Lumpp
Georges Joseph Lumpp (ur. 18 września 1874 w La Guiche, zm. 1 października 1934 w Collonges-au-Mont-d'Or) – francuski wioślarz, srebrny medalista olimpijski.
Wystąpił na igrzyskach olimpijskich w Paryżu w 1900, gdzie Francuzi w składzie: Georges Lumpp, Charles Perrin, Daniel Soubeyran i Émile Wegelin zdobyli srebrny medal w czwórkach ze sternikiem. 